# Best in the World (2014)
Best in the World (2014) foi um evento pay-per-view transmitido pela internet realizado pela Ring of Honor e foi a primeira transmissão de evento ao vivo na TV a cabo e por satélite, que ocorreu no dia 22 de junho de 2014 no Tennessee State Fairground Sports Arena na cidade de Nashville, Tennessee. Esta foi a quinto edição da cronologia do Best in the World.

## Antes do evento
Best in the World (2014) teve lutas de wrestling profissional envolvendo diferentes lutadores com rivalidades e storylines pré-determinadas que se desenvolveram no Ring of Honor Wrestling — programa de televisão da Ring of Honor (ROH). Os lutadores interpretaram um vilão ou um mocinho seguindo uma série de eventos para gerar tensão, culminando em várias lutas.

## Resultados
| No.                            | Resultados ·                                                                                | Estipulação                                            | Duração |
| ------------------------------ | ------------------------------------------------------------------------------------------- | ------------------------------------------------------ | ------- |
| Dark                           | Hanson e Raymond Rowe derrotaram Tate Twins (Brent Tate e Brandon Tate)                     | Luta de duplas                                         | 3:15    |
| Dark                           | Adam Page derrotou The Romantic Touch                                                       | Luta individual                                        | 4:52    |
| 1                              | ACH derrotou B.J. Whitmer, Tommaso Ciampa, Caprice Coleman, TaDarius Thomas e Watanabe      | Six Man Mayhem                                         | 12:07   |
| 2                              | Jay Lethal (c) (com Truth Martini) derrotou Matt Taven                                      | Luta individual pelo ROH World Television Championship | 10:13   |
| 3                              | Cedric Alexander derrotou Roderick Strong                                                   | Luta de submissão                                      | 16:16   |
| 4                              | Briscoe Brothers (Jay e Mark) derrotoram Matt Hardy e Michael Bennett (com Maria Kanellis)  | Luta de duplas                                         | 16:31   |
| 5                              | Kevin Steen (c) derrotou Silas Young                                                        | Luta individual                                        | 13:03   |
| 6                              | reDRagon (Bobby Fish e Kyle O'Reilly) (c) derrotaram Christopher Daniels e Frankie Kazarian | Luta de duplas pelo ROH World Tag Team Championship    | 17:01   |
| 7                              | Michael Elgin derrotou Adam Cole (c)                                                        | Luta individual pelo ROH World Championship            | 22:20   |
| (c) – Campeão(s) antes da luta |                                                                                             |                                                        |         |